# Взрывозащита
Взрывозащи́та — комплекс средств, обеспечивающих нормальную эксплуатацию оборудования в местах, в которых существует опасность взрыва газа или пыли; предотвращающих воздействие на людей опасных и вредных факторов взрыва, обеспечивающие сохранность материальных ценностей.
Производственные процессы должны разрабатываться так, чтобы вероятность возникновения взрыва на любом взрывоопасном участке в течение года не превышала 10−6. В случае технической или экономической нецелесообразности ограничивается воздействие взрыва на людей так, чтобы вероятность воздействия опасных факторов взрыва в течение года не превышала 10−6 на человека.

## Взрывоопасные зоны

### Классификация поПУЭ
Зоны класса В-I — зоны, расположенные в помещениях, в которых выделяются горючие газы или пары
легковоспламеняющейся жидкости (в дальнейшем ЛВЖ) в таком количестве и с такими свойствами, что они могут образовать с воздухом взрывоопасные
смеси при нормальных режимах работы, например при загрузке или разгрузке технологических аппаратов, хранении или переливании ЛВЖ, находящихся в открытых ёмкостях, и т. п.
Зоны класса В-Iа — зоны, расположенные в помещениях, в которых при нормальной эксплуатации взрывоопасные смеси горючих газов (независимо от нижнего концентрационного предела воспламенения)
или паров ЛВЖ с воздухом не образуются, а возможны только в результате аварий или неисправностей.
Зоны класса В-Iб — зоны, расположенные в помещениях, в которых при нормальной эксплуатации
взрывоопасные смеси горючих газов или паров ЛВЖ с воздухом не образуются, а возможны только
в результате аварий или неисправностей и которые отличаются одной из следующих особенностей:
- Горючие газы в этих зонах обладают высоким нижним концентрационным пределом воспламенения (15 % и более) и резким запахом при предельно допустимых концентрациях (например, машинные залы аммиачных компрессорных и холодильных абсорбционных установок).
- Помещения производств, связанных с обращением газообразного водорода, в которых по условиям технологического процесса исключается образование взрывоопасной смеси в объёме, превышающем 5 % свободного объёма помещения, имеют взрывоопасную зону только в верхней части помещения. Взрывоопасная зона условно принимается от отметки 0,75 общей высоты помещения, считая от уровня пола, но не выше кранового пути, если таковой имеется (например, помещения электролиза воды, зарядные станции тяговых и стартерных аккумуляторных батарей).

К классу В-Iб относятся также зоны лабораторных и других помещений, в которых горючие газы
и ЛВЖ имеются в небольших количествах, недостаточных для создания взрывоопасной смеси в объёме,
превышающем 5 % свободного объёма помещения, и в которых работа с горючими газами и ЛВЖ производится без применения открытого пламени. Эти зоны не относятся к взрывоопасным, если работа с горючими газами и ЛВЖ производится в вытяжных шкафах или под вытяжными зонтами.
Зоны класса В-Iг — пространства у наружных установок: технологических установок, содержащих
горючие газы или ЛВЖ, надземных и подземных резервуаров с ЛВЖ или горючими газами (газгольдеры), эстакад для слива и налива ЛВЖ, открытых нефтеловушек, прудов-отстойников с плавающей нефтяной плёнкой и т. п.
Зоны класса В-II — зоны, расположенные в помещениях, в которых выделяются переходящие во взвешенное состояние горючие пыли или волокна в таком количестве и с такими свойствами, что они способны образовать с воздухом взрывоопасные смеси при нормальных режимах работы (например, при загрузке и разгрузке технологических аппаратов).
Зоны класса В-IIа — зоны, расположенные в помещениях, в которых опасные состояния, как в зоне класса В-II, не имеют места при нормальной эксплуатации, а возможны только в результате аварий или неисправностей.

### Классификация в соответствии с техническими регламентами
В зависимости от частоты и длительности присутствия взрывоопасной смеси взрывоопасные зоны подразделяются на следующие классы:
- 0-й класс — зоны, в которых взрывоопасная газовая смесь присутствует постоянно или хотя бы в течение одного часа;
- 1-й класс — зоны, расположенные в помещениях, в которых при нормальном режиме работы оборудования выделяются горючие газы или пары легковоспламеняющихся жидкостей, образующие с воздухом взрывоопасные смеси;
- 2-й класс — зоны, расположенные в помещениях, в которых при нормальном режиме работы оборудования взрывоопасные смеси горючих газов или паров легковоспламеняющихся жидкостей с воздухом не образуются, а возможны только в результате аварии или повреждения технологического оборудования;
- 20-й класс — зоны, в которых взрывоопасные смеси горючей пыли с воздухом имеют нижний концентрационный предел воспламенения менее 65 граммов на кубический метр и присутствуют постоянно;
- 21-й класс — зоны, расположенные в помещениях, в которых при нормальном режиме работы оборудования выделяются переходящие во взвешенное состояние горючие пыли или волокна, способные образовывать с воздухом взрывоопасные смеси при концентрации 65 и менее граммов на кубический метр;
- 22-й класс — зоны, расположенные в помещениях, в которых при нормальном режиме работы оборудования не образуются взрывоопасные смеси горючих пылей или волокон с воздухом при концентрации 65 и менее граммов на кубический метр, но возможно образование такой взрывоопасной смеси горючих пылей или волокон с воздухом только в результате аварии или повреждения технологического оборудования[4].

## Оборудование для работы во взрывоопасных средах
Оборудование для работы во взрывоопасных средах, должно соответствовать требованиям, необходимым для безопасного функционирования и эксплуатации в отношении риска взрыва. Это обеспечивается соответствием области применения оборудования, уровнями и видами взрывозащиты оборудования путём:
- классификации взрывоопасных зон;
- классификации оборудования по группам;
- классификации оборудования по уровням взрывозащиты;
- использование одного или сочетание нескольких видов взрывозащиты оборудования;
- классификацией оборудования по температурным классам.

### Нормативное регулирование
ТР ТС 012/2011 О безопасности оборудования для работы во взрывоопасных средах. Для подтверждения соответствия оборудования и выполнения технического регламента используются:
- Перечень стандартов, в результате применения которых на добровольной основе обеспечивается соблюдение требований технического регламента Таможенного союза "О безопасности оборудования для работы во взрывоопасных средах" (ТР ТС 012/2011);
- Перечень стандартов, содержащих правила и методы исследований (испытаний) и измерений, в том числе правила отбора образцов, необходимые для применения и исполнения требований технического регламента Таможенного союза "О безопасности оборудования для работы во взрывоопасных средах" (ТР ТС 012/2011) и осуществления оценки (подтверждения) соответствия продукции.[6]

### Классификация оборудования по группам
По области применения оборудование делится на следующие группы:
- I — оборудование, предназначенное для применения в подземных выработках шахт, рудников, опасных в отношении рудничного газа и (или) горючей пыли, а также в тех частях их наземных строений, в которых существует опасность присутствия рудничного газа и (или) горючей пыли;
- II — оборудование, предназначенное для применения во взрывоопасных зонах помещений и наружных установок;
- III — оборудование, предназначенное для применения во взрывоопасных пылевых средах.

### Маркировка
Ex EEx d IIC T3, где:
- Ex — символ сертификации оборудования тестирующими органами ЕС.
- EEx — символ оборудования, изготовленного в соответствии с директивами ATEX Евросоюза.
- d — тип защиты.
- IIC — категории взрывоопасных смесей.
- T3 — температурный класс.

Маркировка по взрывозащите наносится на электрооборудование в виде цельного, неразделённого на части знака, помещённого в прямоугольник.

### Классификация оборудования по уровням взрывозащиты
Оборудование в зависимости от опасности стать источником воспламенения и условий его применения во взрывоопасных средах классифицируется по уровням взрывозащиты:
- Уровень 2 — электрооборудование повышенной надежности против взрыва: в нем взрывозащита обеспечивается только в нормальном режиме работы;
- Уровень 1 — взрывобезопасное электрооборудование: взрывозащищенность обеспечивается как при нормальных режимах работы, так и при вероятных повреждениях, зависящих от условий эксплуатации, кроме повреждений средств, обеспечивающих взрывозащищенность.
- Уровень 0 — особо взрывобезопасное оборудование, в котором применены специальные меры и средства защиты от взрыва.[7]

### Виды взрывозащиты оборудования
Для работы во взрывоопасных газовых средах электрического оборудования применяются виды взрывозащиты: d, e, i, m, nA, nC, nR, nL, o, p, q, s.
Для работы во взрывоопасных пылевых средах электрического оборудования применяются виды взрывозащиты: t, i, m, p, s.
Для работы неэлектрического оборудования во взрывоопасных средах: c, b, k, d, p, s.

#### Взрывонепроницаемая оболочка (d)

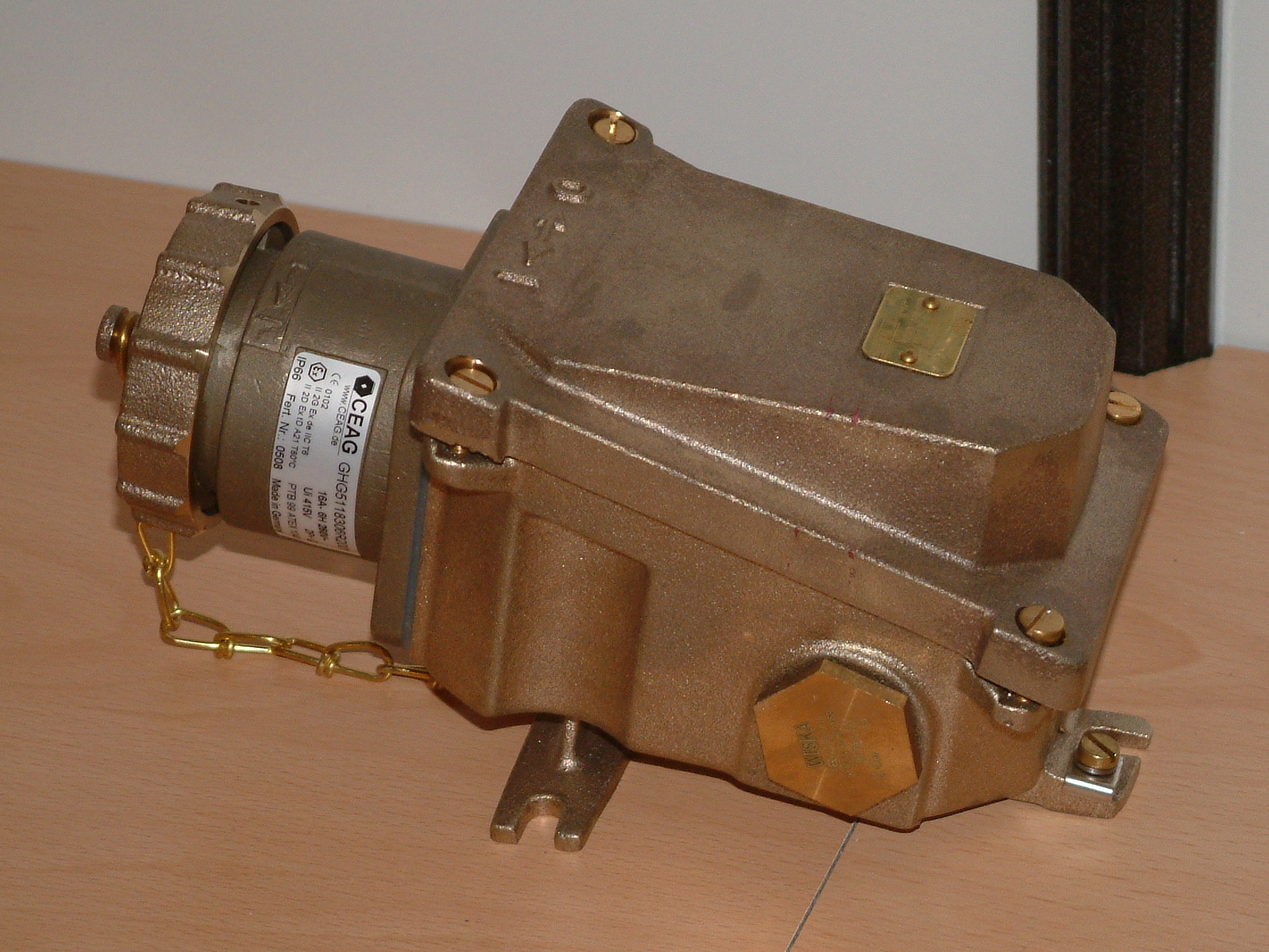
Электрооборудование с маркировкой II 2G Ex de IIC T6, II 2D Ex tD A21 T80 °C

Взрывонепроницаемая оболочка — вид взрывозащиты, в котором электротехническое оборудование помещается в прочную оболочку, способную выдержать внутренний взрыв без деформирования корпуса. Защита обеспечивается зазорами элементов корпуса, которые обеспечивают выход газов, образовавшихся во время вспышки во внешнюю атмосферу без подрыва окружающей взрывоопасной среды. Все электрические вводы тщательно герметизированы в местах ввода в оболочку.
Этот вид защиты основывается на идее сдерживания взрыва. В данном случае допускается, чтобы источник энергии вступил в соприкосновение с опасной смесью воздуха и газа. В результате происходит взрыв, но он должен оставаться ограниченным в оболочке, изготовленной таким образом, чтобы выдерживать давление, возникающее при взрыве внутри оболочки, и таким образом препятствовать распространению взрыва в окружающую атмосферу.
Теория, поддерживающая этот метод, основывается на том факте, что газовая струя, получающаяся в результате взрыва, выходя из оболочки, быстро охлаждается, благодаря тепловой проводимости оболочки, быстрому расширению и охлаждению горячего газа в более холодной внешней атмосфере. Это возможно, только если оболочка имеет специальные газоотводящие отверстия или щели имеют достаточно малые размеры.
Необходимые свойства для взрывонепроницаемой оболочки включают крепкую механическую конструкцию, контактное соединение между крышкой и основной частью оболочки и небольшие размеры щелей в оболочке. Большие щели не допускаются, но малые щели в местах соединений неизбежны. Нанесение изоляции на щель увеличивает степень защиты от коррозийной атмосферы, но не устраняет щели.
В зависимости от природы взрывоопасной смеси и ширины прилегающих поверхностей, допускаются различные максимальные зазоры между ними. Классификация оболочек основывается на категориях взрывоопасности смесей и максимальной величины температуры самовоспламенения, которая должна быть ниже, чем температура возгорания смеси, присутствующей в месте, где они установлены.
В качестве материала для изготовления оболочки обычно используется металл (алюминий, катаная сталь и т. д.).
Пластмасса и неметаллические материалы могут быть использованы для оболочек с маленьким внутренним объёмом (меньше 3 дм3).
Основное применение: распределительная коробка, коммутирующие приборы, светильники, посты управления, распределительные устройства, пускатели, электродвигатели, нагревательные элементы, шкафы управления, IT оборудование.

#### Повышенная защита (e)
Повышенная защита вида «е» — вид защиты электрооборудования с использованием дополнительных мер против возможного превышения допустимой температуры, а также возникновения дуговых разрядов, искрения в нормальном или нештатном режимах работы.
Вид взрывозащиты Ex e — это способ, заключающийся в том, что в электрооборудовании или его части, не имеющих нормально искрящихся частей, принят ряд мер дополнительно к используемым в электрооборудовании общего назначения, затрудняющих появление опасных нагревов, электрических искр и дуг, которые способны воспламенить взрывоопасные смеси.
Этот вид взрывозащиты преимущественно применяется для электротехнических соединительных коробок, осветительного электрооборудования, а также в безыскровых электрических моторах (например, в асинхронных двигателях типа «беличье колесо» или синхронных шаговых и бесколлекторных двигателях).
Ex e — по сути менее сложный, чем другие виды взрывозащиты и в результате имеет невысокую стоимость.
Основное применение: клеммные и соединительные коробки, светильники, посты управления, распределительные устройства.

#### Искробезопасная электрическая цепь (i)
Искробезопасная электрическая цепь определяется как цепь, в которой разряды или термические воздействия,
возникающие во время нормального режима работы электрооборудования, а также в аварийных режимах, не вызывают воспламенения взрывоопасной смеси. Вид взрывозащиты «искробезопасная электрическая
цепь» основывается на поддержании искробезопасного тока (напряжения, мощности или энергии) в электрической цепи. При этом под искробезопасным током (напряжением, мощностью или энергией) имеется в виду наибольший ток (напряжение, мощность или энергия) в электрической цепи, образующий разряды, который не вызывает воспламенения взрывоопасной смеси в предписанных соответствующими стандартами условиях испытаний.
Основное применение: измерительная и регулирующая техника, техника связи, датчики, приводы.

#### Герметизация компаундом (m)
Герметизация компаундом «m» — вид взрывозащиты, при котором части оборудования, способные воспламенять взрывоопасную среду за счёт искрения или нагрева, заключаются в компаунд для исключения воспламенения взрывоопасной среды при эксплуатации или монтаже.

#### Взрывозащита вида «n»
Варианты:
- Неискрящее оборудование (nA)
- Защита оболочкой с возможным присутствием искрящих контактов (nC)
- Оболочка с ограниченным пропуском газов (nR)

Защиты вида n — вид взрывозащиты заключающийся в том, что при конструировании электрооборудования общего назначения приняты дополнительные меры защиты для того, чтобы в нормальном и некоторых ненормальных режимах работы, оно не могло стать источником дуговых и искровых разрядов, а также нагретых поверхностей, способных вызвать воспламенение окружающей взрывоопасной смеси.
Взрывозащита вида «n» применяется для обеспечения взрывозащиты неискрящего электрооборудования, а также электрооборудования, части которого могут создавать электрические дуги или искры или имеют нагретые поверхности, которые без применения какого-либо из способов защиты, могут вызвать воспламенение окружающей взрывоопасной смеси.

#### Заполнение или продувка оболочки под избыточным давлением защитным газом (р)
Заполнение или продувка оболочки под избыточным давлением защитным газом — вид взрывозащиты, предназначенный для использования в потенциально взрывоопасных газовых средах, в которых для безопасной работы электрооборудования:
- защитный газ поддерживается под давлением выше давления во внешней среде и используется для защиты от образования взрывоопасной газовой смеси в оболочках, которые не содержат внутренний источник утечки воспламеняющегося газа или пара;
- защитный газ подается в количестве, достаточном, чтобы полученная концентрация взрывоопасной газовой (паровой) смеси вокруг электрического компонента была вне верхнего и нижнего пределов взрываемости в соответствии с условиями эксплуатации. Это применяется для предотвращения образования взрывоопасных смесей внутри оболочек, содержащих один или более внутренних источников утечки.

Данный тип взрывозащиты используется для:
- установление избыточного давления для взрывозащиты вида px: Увеличение давления, которое изменяет классификацию взрывоопасной зоны внутри оболочки под давлением от зоны 1 или зоны группы I до невзрывоопасной зоны;
- установление избыточного давления для взрывозащиты вида py: Увеличение давления, изменяющее классификацию взрывоопасной зоны внутри оболочки под давлением от зоны 1 до зоны 2;
- установление избыточного давления для взрывозащиты вида pz: Увеличение давления, изменяющее классификацию взрывоопасной зоны внутри оболочки под давлением от зоны 2 до невзрывоопасной.

Для продувки и поддержания избыточного давления, а если требуется, и для разбавления воспламеняющихся веществ внутри оболочки используется воздух или инертный газ.
Метод повышенного давления основывается на идее отделения окружающей атмосферы от электрического оборудования. Этот метод не позволяет опасной смеси воздуха и газа пройти через оболочку, содержащую электрические части, которые могут производить искры или иметь опасные температуры. Защитный газ (воздух или инертный газ), содержащийся внутри оболочки, находится под давлением, более высоким, чем давление внешней атмосферы.
Внутренний перепад давления поддерживается постоянным, как в случае с постоянным потоком защитного газа, так
и без него. Оболочка должна обладать определённой прочностью, однако особых механических требований не
предъявляется, потому что поддерживаемая разность давлений не очень высокая.
Для поддержания разности давлений система подвода защитного газа должна быть способна компенсировать его
потери вследствие утечек из оболочки или возникшие из за доступа персонала.
Основное применение: сильноточные распредшкафы, анализаторные приборы, двигатели.

#### Кварцевое заполнение оболочки с токоведущими частями (q)
Кварцевое заполнение оболочки — вид взрывозащиты, при котором части, способные воспламенить взрывоопасную газовую смесь, фиксируются в определённом положении и полностью окружены заполнителем, предотвращающим
воспламенение окружающей взрывоопасной среды. Этот вид взрывозащиты не препятствует прониканию окружающей взрывоопасной газовой среды в оборудование и компоненты и возможности её воспламенения цепями. Однако благодаря малому свободному объёму в заполняющем материале и подавлению пламени, которое может проходить по путям
в заполняющем материале, предотвращается внешний взрыв.
Основное применение: трансформаторы, конденсаторы.

#### Масляное заполнение оболочки с токоведущими частями (о)
Масляное заполнение оболочки — вид взрывозащиты, при котором электрооборудование или части электрооборудования погружены в защитную жидкость так, что взрывоопасная атмосфера, которая может быть над жидкостью или снаружи оболочки, не может воспламениться.
Защитная жидкость — минеральное масло, удовлетворяющее ГОСТ 982, или другая жидкость, соответствующая требованиям:
- иметь температуру воспламенения не менее 300 °C, определённую по методу, указанному в ГОСТ 13032;
- иметь температуру вспышки (в закрытом тигле) не менее 200 °C, определённую согласно ГОСТ 6356;
- иметь кинематическую вязкость не более 100 сСт при 25 °C, определённую согласно ГОСТ 33;
- иметь пробивную электрическую прочность не менее 27 кВ для электрооборудования на напряжение св. 1000 В и не менее 10 кВ — для электрооборудования на напряжение до 1000 В, определённую согласно ГОСТ 6581, а для силиконовой жидкости — по ГОСТ 13032;
- иметь объемное сопротивление при 25 °C, равное 1⋅1012 Ом;
- иметь температуру застывания не более минус 30 °C, определённую согласно ГОСТ 20287;
- иметь кислотность не более 0,03 мг КОН/г;
- не оказывать вредного воздействия на свойства материалов, с которыми она находится в контакте.

Основное применение: трансформаторы, пусковые сопротивления.

#### Специальный вид взрывозащиты (s)
Вид взрывозащиты оборудования, предоставляющий возможность проектирования, оценки и испытания оборудования, которое из-за функциональных и эксплуатационных ограничений не может быть полностью оценено в рамках одного или комбинации общепринятых видов взрывозащиты, но обеспечение необходимого уровня взрывозащиты которого может быть подтверждено.
Основное применение: датчики, разрядники.

#### Конструкционная безопасность (c)
Конструкционная безопасность «с» — вид взрывозащиты, при котором принимаются дополнительные меры защиты, исключающие возможность воспламенения окружающей взрывоопасной среды от нагретых поверхностей, искр и адиабатического сжатия, создаваемых подвижными частями оборудования.

#### Контроль источника воспламенения (b)
Контроль источника воспламенения «b» — вид взрывозащиты, предусматривающий установку в неэлектрическом оборудовании устройства, которое исключает образование источника воспламенения и посредством которого внутренние встроенные датчики контролируют параметры элементов оборудования и вызывают срабатывание автоматических защитных устройств или сигнализаторов.

#### Защита жидкостным погружением (k)
Защита жидкостным погружением «k» — вид взрывозащиты, при котором потенциальные источники воспламенения являются безопасными или отделены от взрывоопасной среды путём полного или частичного погружения в защитную жидкость, когда опасные поверхности постоянно покрыты защитной жидкостью таким образом, чтобы взрывоопасная среда, которая может находиться выше уровня жидкости или снаружи оболочки оборудования, не могла быть воспламенена. Применяется в основном для трансформаторов больших величин.

#### Защита оболочкой для работы во взрывоопасных пылевых средах (t)
Защита оболочкой «t» — вид взрывозащиты, при котором электрооборудование полностью защищено оболочкой для исключения возможности воспламенения слоя или облака пыли;

## Локализация взрыва

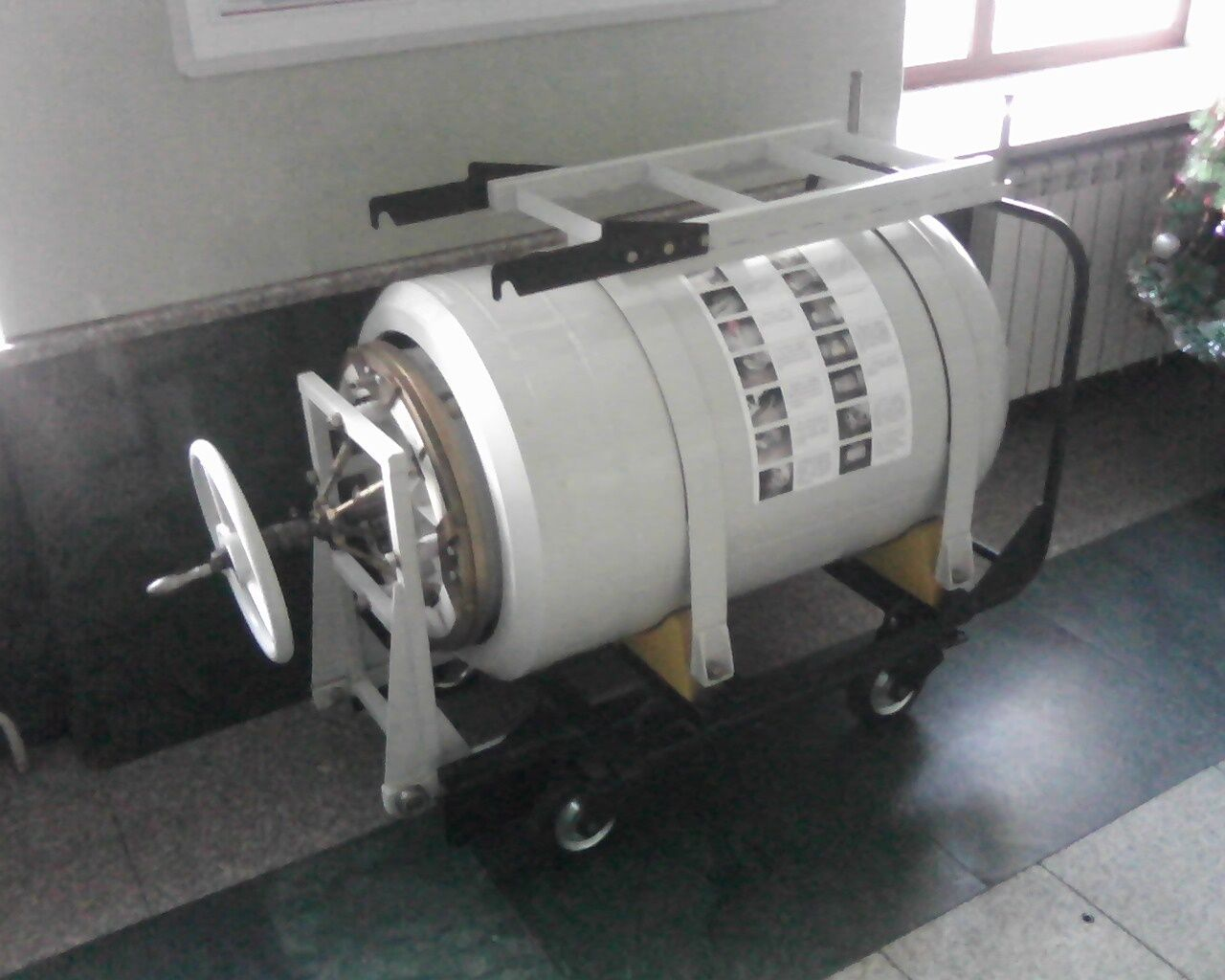
Взрывозащитная камера, установлена на железнодорожном вокзале в целях борьбы с терроризмом

Взрывозащита систем повышенного давления достигается организационно-техническими мероприятиями; разработкой инструктивных материалов, регламентов, норм и правил ведения технологических процессов; организацией обучения и инструктажа обслуживающего персонала; осуществлением контроля и надзора за соблюдением норм технологического режима, правил и норм техники безопасности, пожарной безопасности и т. п. Кроме того, оборудование повышенного давления должно быть оснащено системами взрывозащиты, которые предполагают:
- применение гидрозатворов, огнепреградителей, инертных газов или паровых завес;
- защиту аппаратов от разрушения при взрыве с помощью устройств аварийного сброса давления (предохранительные мембраны и клапаны, быстродействующие задвижки, обратные клапаны и т. д.).

Следует стремиться к тому, чтобы количество и размеры зон классов 0 или 1 были минимальными. Это может быть обеспечено выбором конструкции технологического оборудования и условиями его эксплуатации. Необходимо обеспечить, чтобы зоны в основном относились к классу 2 или не были взрывоопасными. Если утечка горючего вещества неизбежна, необходимо использовать такое технологическое оборудование, которое является источником утечек второй степени, а если и это невозможно, то есть когда неизбежны утечки первой степени или постоянные (непрерывные), то их количество должно быть минимальным. Для снижения уровня взрывоопасности зоны, конструкция, условия эксплуатации и размещение технологического оборудования должны быть такими, чтобы даже при авариях утечка горючего вещества в атмосферу была минимальной.
После проведения работ по обслуживанию, перед началом дальнейшей эксплуатации, оборудование, которое определяет классификацию зоны, если оно подвергалось ремонту, должно быть тщательно проверено и должно быть установлено, что оно полностью соответствует первоначальному проекту.

### Устройства для сброса давления взрыва
Достаточно надежным и одним из наиболее распространённых способов взрывозащиты технологического
оборудования и зданий является применение устройств сброса давления взрыва:
- предохранительных мембран;
- взрывных клапанов;
- вышибных проемов;
- легкосбрасываемых конструкций окна, ограждения, кровли.

### Огнепреградители (пламегасители)
Огнепреградитель сухого типа — устройство противопожарной защиты, которое устанавливают на пожароопасном технологическом аппарате или трубопроводе, свободно пропускающее поток газопаровоздушной смеси или жидкости через пламегасящий элемент и способствующее локализации пламени.
Искрогаситель сухого типа — устройство, устанавливаемое на выхлопных коллекторах различных транспортных средств, силовых агрегатов и обеспечивающее улавливание и тушение искр в продуктах горения, образующихся при работе топок и двигателей внутреннего сгорания.
Огнепреградители классифицируют по следующим признакам: типу пламегасящего элемента, месту установки, времени сохранения работоспособности при воздействии пламени.
По типу пламегасящего элемента огнепреградители подразделяют на:
- сетчатые;
- кассетные;
- с пламегасящим элементом из гранулированного материала;
- с пламегасящим элементом из пористого материала.

По месту установки огнепреградители подразделяют на:
- резервуарные или концевые (длина трубопровода, предназначенного для сообщения с атмосферой, не превышает трёх его внутренних диаметров);
- коммуникационные (встроенные).

По времени сохранения работоспособности при воздействии пламени огнепреградители делятся на два класса:
- I класс — время не менее 1 ч;
- II класс — время менее 1 ч.

Искрогасители классифицируют по способу гашения искр и подразделяют на:
- динамические (выхлопные газы очищаются от искр под действием сил тяжести и инерции);
- фильтрационные (выхлопные газы очищаются путём фильтрации через пористые перегородки).

Установлено, что пламя взрыва не просто способно
распространяться по технологическим коммуникациям
(трубопроводам), заполненным горючей смесью, но и
газодинамические эффекты, сопровождающие этот процесс, могут
настолько сильно интенсифицировать дефлаграционное горение, что
оно очень часто переходит в детонацию со значительной
разрушительной силой. Локализовать взрыв — это означает не
допустить распространения пламени по технологическим
коммуникациям. К средствам локализации пламени в трубопроводах
относятся различного рода огнепреградители.
Огнепреградителями называют устройства, свободно
пропускающие поток пара или газовоздушной смеси, но
препятствующие распространению пламени. Устанавливаются на
факельных трубах для выброса горючих газов в атмосферу, перед
горелками и на коммуникациях.
Действие огнепреградителей заключается в разбиении
газового потока на большое число газовых струек, в которых потери
тепла превышают выделение тепла в зоне реакции; в узких каналах
происходит понижение температуры горения и уменьшения скорости
распространения пламени. Эффективность работы огнепреградителей
зависит в основном от диаметра пламегасящих каналов и слабо
зависит от длины и материала стенок этих каналов. С уменьшением
диаметра пламегасящего канала увеличивается его поверхность, на
единицу массы реагирующей смеси, вследствие чего возрастают
потери тепла из зоны горения. При критическом диаметре скорость реакции уменьшается настолько, что дальнейшее распространение пламени полностью прекращается.
По такому же принципу действуют пламегасители предназначенные для тушения разлитых горящих жидкостей.
Для самотушения горящих жидкостей используется принцип подавления естественной конвекции с помощью ряда конструктивных приёмов, которые нарушают необходимые условия существования пламени, создавая условия для его отрыва от поверхности жидкости. Наилучшим образом эти условия достигаются в вертикальных каналах, имеющих в поперечном сечении осесимметричную форму, а также в плоских газовых слоях, образованных двумя параллельными плоскостями, установленными на определённом расстоянии друг от друга.
Этими плоскостями в пламегасителях являются металлические сетки, непроницаемые для естественно-конвективных потоков газовой среды. При определённых геометрических параметрах они обладают уникальными свойствами. На течение жидкостей сетки практически не оказывают сопротивления и, в то же время, являются непроницаемой преградой для потоков естественной конвекции. Также металлические сетки способны устранять процесс разбрызгивания горящей струи жидкости и, одновременно, отсекать от неё пламя.
Конструкция обеспечивает полное самоподавление процесса горения при падении горящего потока жидкости и его прохождении внутри каналов устройства, а также надежную локализацию пролива и предотвращение разбрызгивания падающих горящих потоков жидкости.

### Системы активного подавления взрыва
Принцип действия систем активного подавления взрыва заключается в обнаружении его начальной стадии высокочувствительными датчиками и быстром введении в защищаемый аппарат ингибитора (взрывоподавляющего состава), приостанавливающего дальнейший процесс развития взрыва.
Используя такие системы, можно подавлять взрыв настолько эффективно, что в защищаемом аппарате практически не произойдет сколько-нибудь заметного повышения давления. Это очень важно для обеспечения взрывозащиты малопрочных аппаратов. Другим, не менее важным преимуществом активного взрывоподавления, по сравнению, например, со сбросом давления взрыва, является отсутствие выбросов в атмосферу токсичных и пожаровзрывоопасных продуктов, горячих газов и открытого огня.
Системы активного подавления взрывов послужили основой для создания самых различных по структуре и назначению автоматических систем взрывозащиты, осуществляющих в аварийных ситуациях следующие функции:
- подавление взрыва при его зарождении введением в очаг огнегасящего вещества;
- сброс давления взрыва через принудительно открываемые предохранительные отверстия;
- создание в трубопроводах и соседних аппаратах инертной зоны, предотвращающих распространения взрыва;
- блокирование аппарата, в котором произошёл взрыв, быстродействующими отсекающими устройствами;
- автоматическая остановка оборудования.

Одна из основных задач систем подавления взрыва — превратить горючую смесь в негорючую. Для этого можно использовать флегматизаторы и ингибиторы. Под флегматизаторами в данном случае понимаются инертные добавки, которые, изменяя общий химический состав смеси, выводят его за пределы взрываемости. Под ингибиторами понимаются вещества выполняющие роль «отрицательных катализаторов» химической реакции горения. Очевидно, что некоторые вещества могут быть одновременно и ингибиторами, и флегматизаторами.

### Защита от внешнего взрыва

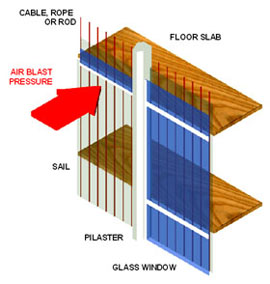
Парусно-такелажная взрыво-защита стены здания

Существуют два подхода к защите от взрыва: полное предотвращение и регулируемая взрыво-защита. Полное предотвращение делает взрыв невозможным, тогда как регулируемая взрыво-защита ограничивает поражающий эффект взрыва. Последний подход был реализован в разовой конструктивной анти-террористической Парусно-такелажной взрыво-защите, которая включает в себя парус, пилястры и такелаж.